# Coast Guard
Coast Guard (Brasil: Guarda Costeira / Portugal: Sentinelas do Oceano) é um filme norte-americano de 1939, do gênero drama, dirigido por Edward Ludwig e estrelado por Randolph Scott e Frances Dee.

## Sinopse
Os tenentes Speed Bradshaw e Ray Dower são colegas de profissão -- guardas costeiros -- e amam a mesma mulher -- Nancy Bliss. Nancy escolhe Speed, desiste dele e o dispensa. Speed tenta reconquistá-la e a leva para passear em um avião da Marinha, mas o avião cai e ele perde sua licença. Um dia, Ray se perde no Ártico e Speed, para se redimir, implora para que o deixem procurá-lo. Ele o encontra e o traz de volta, a salvo. De quebra, ganha de novo o coração de Nancy...

## Elenco
| Ator/Atriz        | Personagem             |
| ----------------- | ---------------------- |
| Randolph Scott    | Tenente Speed Bradshaw |
| Frances Dee       | Nancy Bliss            |
| Ralph Bellamy     | Tenente Ray Dower      |
| Walter Connolly   | Tobias Bliss           |
| Warren Hymer      | Lancelot O'Hara        |
| Robert Middlemass | Capitão Lyons          |
| Stanley Andrews   | Comandante Hooker      |
| Edmund MacDonald  | Tenente Thompson       |